# Вивиан Фукс
Сър Вивиан Ърнест Фукс (на английски: Vivian Ernest Fuchs) е английски геолог, полярен изследовател. Извършва първото трансконтинентално пресичане на Антарктида през 1957 – 1958.

## Биография

### Произход и младежки години (1908 – 1930)
Роден е на 11 февруари 1908 година на остров Уайт, край южните брегове на Англия, в семейство на немски емигрант и майка англичанка. Посещава колежите Брайтън и Сейнт Джон в Кеймбридж, след което през 1930 г. се дипломира като инженер-геолог от Кеймбриджкия университет. Още като студент през 1929 г., заедно със своя преподавател по геология, извършва първите си геоложки проучвания в Гренландия.

### Експедиционна, армейска и научна дейност (1930 – 1958)

#### Експедиции в Африка (1930 – 1938)
След дипломирането си, по поръчение на Кеймбриджкия университет, участва в две експедиции – през 1930 – 1931 и 1931 – 1932 г. в Източна Африка в района на големите африкански езера Виктория, Танганика, Няса и други. Първата експедиция изследва многогодишните колебания на водата в езерата, а втората се занимава главно с антроположка дейност в същия район.
През 1933 г. Фукс се жени и има от брака си две дъщери (втората умира на 7 години) и един син.
През 1934 г. организира самостоятелна експедиция в района на езерото Туркана (Рудолф), по време на която загиват двама от участниците, за което е подведен под съдебна отговорност, но скоро е оправдан.
През 1936 – 1938 г. ръководи нова експедиция в Африка, този път в района на езерото Руква в Южна Танзания.

#### Армейска дейност (1938 – 1946)
След завръщането си от последната си експедиция през 1938 г. Фукс постъпва в армията. По време на Втората световна война (1939 – 1945) служи на фронтовете в Северна Африка и Европа и през 1946 г. се демобилизира с чин майор.

#### Английска антарктическа експедиция (1947 – 1950)
От 1947 до 1950 г. е началник на английската антарктическа експедиция на п-ов Земя Грейам (Антарктически полуостров). За своя главна база Фукс избира остров Стонингтън. Оттам той и неговите спътници се отправят в дълги походи с кучешки впрягове и извършват топографски и геоложки измервания по крайбрежието на залива Маргьорит. На 4 ноември 1948 г. в резултат на пожар в една от станциите загиват двама учени и изгарят всичките събрани през зимата материали. В края на лятото (февруари-март) на 1949 г. корабът, който трябва да извози групата на Фукс, не успява да се добере до базата и се налага второ зимуване. По време на принудителното второ зимуване са извършени нови походи във вътрешността на Антарктическия п-ов и е картирано цялото източно крайбрежие на протока Джордж VІ. Едва в края на февруари 1950 г. корабът успява да се добере до базата на остров Стонингтън и да прибере личния състав.

#### Англо-новозеландска антарктическа експедиция (1956 – 1958)
През 1956 – 1958 г. заедно с Едмънд Хилари Фукс ръководи англо-новозеландска експедиция в Антарктида, целта на която е извършване на първото трансантарктическо пресичане на континента от море Уедъл до море Рос през Южния полюс. За тази цел са построени две базови станции: „Шакълтън“ – на брега на море Уедъл (77°57′ ю. ш. 37°16′ з. д. / 77.95° ю. ш. 37.266667° з. д.) и „Скот“ – в залива Макмърдо на море Рос. По време на разузнавателните полети Фукс открива ледниците Слесър и Рековери и планината Шакълтън с хребета Терън (79°05′ ю. ш. 28°15′ з. д. / 79.083333° ю. ш. 28.25° з. д.) в него.
На 24 ноември 1957 г. отрядът на Фукс, състоящ се от 11 души с 8 всъдехода и два кучешки впряга потегля от станция „Шакълтън“ на юг. Пътят е много труден. Заради високите снежни и ледени преспи и големите пукнатини се налага често да променят направлението и да пътуват на зиг-заг. След като загубва един всъдеход на 19 януари 1958 г. групата достига Южния полюс. Тук го очаква групата на Едмънд Хилари. След четиридневен отдих двамата изследователи поемат към залива Макмърдо и по разузнатия вече от Хилари маршрут пристигат на станция „Скот“ на 2 март 1958 след 98-дневен преход.
По време на целия 2158 мили преход на всеки 50 км се измерва дебелината на ледената покривка, което позволява за първи път да се определи надлъжен профил на повърхността и подледената покривка. Средната дебелина на леда по маршрута според получените данни е почти 2000 м. След успешното завършване на експедицията Фукс издава съвместно с Хилари през 1958 г. книгата „The crossing of Antarctica“ (1958, 1960) и същата година, отново заедно с Хилари, му е присъдено рицарско звание.

### Следващи години (1958 – 1999)
След успешното приключване на първото пресичане на Антарктида Фукс е назначен за директор на Британския антарктически институт, която длъжност заема до 1973 г. През 1990 г. съпругата му умира на 83-годишна възраст. След нейната смърт Фукс е вече на 82 години, което не му попречва да сключи нов брак с личната си асистентка.
Умира на 11 ноември 1999 година в Кеймбридж на 91-годишна възраст.

## Памет
- Неговото име носи леден купол Фукс (80°37′ ю. ш. 28°00′ з. д. / 80.616667° ю. ш. 28° з. д.), в Антарктида, Земя Котс.